# 亚洲地理极点
本亚洲地理极点列表罗列了亚洲地理上最高、最低、最北、最南、最东和最西的地点。由于亚洲的定义和边界没有统一的定义﹐有一些极点的位置存在争议。

## 亚洲四至点
- 最北端
  - 俄罗斯联邦法兰士约瑟夫地群岛中的鲁道夫岛上的弗利格利角（北纬81°48′24″）。但法兰士约瑟夫地接近欧洲和亚洲分界线，时有争议。
- 最南端
  - 科科斯群岛的南岛（南纬12度4分）。[1]
  - 印度尼西亚达纳岛
- 最西端
  - 土耳其巴巴角，位于东经26度4分。[2]
- 最东端
  - 俄罗斯联邦拉特曼诺夫岛（又名大迪奥米德岛）[3]

## 亚洲大陆四至点
- 最北端
  - 俄罗斯联邦泰梅尔半岛的切柳斯金角，位于北纬77度43分。
- 最南端
  - 马来西亚丹绒比艾，位于北纬1度16分。
- 最西端
  - 土耳其巴巴角，位于东经26度4分。
- 最东端
  - 俄罗斯联邦杰日尼奥夫角，位于西经169度40分。

## 亚洲海拔极点
- 最高点
  - 喜马拉雅山脉最高峰珠穆朗玛峰。
- 最低点
  - 自然，露天：死海海岸线。海拔在海平面下422米。

## 脚注
1. ↑  但该群岛时常不被视作亚洲的一部分。
2. ↑  爱琴海上的土耳其和希腊岛屿通常不被视作亚洲的一部分
3. ↑  大迪奥米德岛和位于其西面的小迪奥米德岛共同组成迪奥米德群岛，国际日期变更线穿越两岛之间的海域，因此大迪奥米德岛被视作亚洲的最东点。